# Баґателе
Баґателе (пол. Bagatele) — село в Польщі, у гміні Вонсево Островського повіту Мазовецького воєводства.
Населення — 124 особи (2011).
У 1975-1998 роках село належало до Остроленцького воєводства.

## Демографія
Демографічна структура станом на 31 березня 2011 року:
|          | Загалом | Допрацездатний вік | Працездатний вік | Постпрацездатний вік |
| -------- | ------- | ------------------ | ---------------- | -------------------- |
| Чоловіки | 64      | 12                 | 44               | 8                    |
| Жінки    | 60      | 15                 | 30               | 15                   |
| Разом    | 124     | 27                 | 74               | 23                   |